# Superskurk
En superskurk är en skurkfigur inom superhjältegenren, och betecknar en brottsling som är något utöver det vanliga. Superskurken är vanligtvis (men inte alltid) diaboliskt ond, och ofta (men inte alltid) innehavare av övermänskliga förmågor, så kallade superkrafter. Många superskurkar kan sakna speciella övermänskliga förmågor och vara helt vanliga människor. I vissa fall till och med svagare än vad många andra människor är. Men de är då istället försedda med högteknologiska vapen av olika slag. De kan till exempel sitta i någon sorts kontrollrum och fjärrstyra olika vapen, men också till exempel olika fordon och annat. Vanligt är också att superskurkar är mycket rika. Ofta har de otroliga ekonomiska tillgångar, vilket ofta förklarar anledningen till deras resurser eller att de har råd med den högteknologi som de använder. Det är inte heller ovanligt att de har en viss makt i samhället. Ibland kan de till exempel ha makt över något lands regering. I filmerna om James Bond brukar det alltid förekomma någon superskurk.
Superskurkar kan även förekomma inom andra genrer som kriminalserier och science fiction, och är inte begränsade till seriernas värld. Även ondskans representanter inom mytologi, litteratur och film kan ibland klassas som superskurkar, till exempel Loke, Professor Moriarty, eller Darth Vader.

## Kända superskurkar
- Blofeld ("James Bond")
- Doktor Doom ("Fantastiska Fyran")
- Doktor Octopus ("Spindelmannen")
- Dr. No ("James Bond")
- Fu Manchu
- Green Goblin ("Spindelmannen")
- Hugo Drax ("James Bond")
- Jokern ("Batman")
- Karl Stromberg ("James Bond")
- Kejsar Ming ("Blixt Gordon")
- Kingpin ("Spindelmannen"/"Daredevil")
- Lex Luthor ("Stålmannen")
- Magneto ("X-Men")
- Mola Ram ("Indiana Jones")
- Pingvinen ("Batman")
- Roberto Rastapopoulos ("Tintin")
- Dr. Wily ("Mega Man")
- Spökplumpen ("Musse Pigg")